# District de Yucheng
Pour les articles homonymes, voir Yucheng (homonymie).
Le district de Yucheng (雨城区 ; pinyin : Yǔchéng Qū) est une subdivision administrative de la province du Sichuan en Chine. Il est placé sous la juridiction de la ville-préfecture de Ya'an.